# Little Saint James (wyspa)

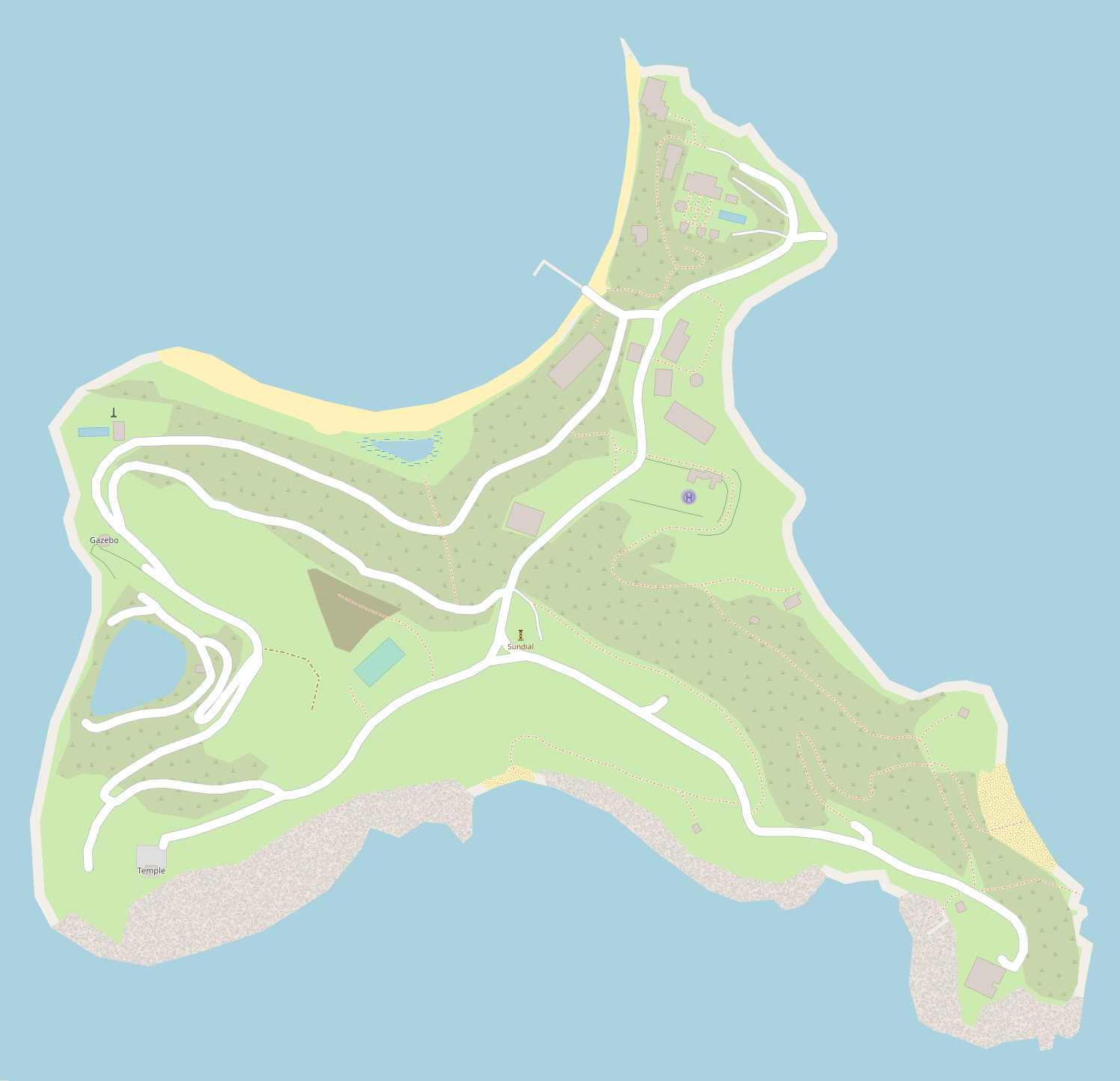
Mapa Wyspy Epsteina

Little Saint James – mała, prywatna wyspa na Wyspach Dziewiczych Stanów Zjednoczonych. W 1998 została kupiona przez amerykańskiego finansistę i przestępcę seksualnego Jeffreya Epsteina. Stanowiła jego główną rezydencję aż do jego śmierci w 2019.
Z powodu jego działalności nazywana jest również Wyspą Epsteina, Wyspą Grzechu i Wyspą Pedofilów.

## Geografia
Little Saint James to mała wyspa o powierzchni od 70 do 78 akrów (od 28 do 32 hektarów), leżąca  na południowy wschód od większej Saint Thomas.

## Własność
W kwietniu 1998 wyspa została kupiona za 7,95 miliona dolarów przez firmę LSJ LLC, której jedynym właścicielem był Jeffrey Epstein. 
W 2019 wyspę wyceniono na 63 874 223 dolarów, a w 2022 wystawiono na sprzedaż.
W maju 2023 Little Saint James i Great Saint James zostały kupione przez miliardera Stephena Deckoffa, za łączną kwotę 60 milionów dolarów.